# Буря і натиск
«Буря і натиск» (нім. Sturm und Drang) — період в історії німецької літератури (1767–1785), пов'язаний із відмовою від культу розуму, притаманного класицизму, на користь яскравої емоційності та опису крайніх проявів індивідуалізму, інтерес до яких характерний для передромантизму. Назва літературного руху походить від назви однойменної драми німецького письменника Фрідріха Максиміліана фон Клінгера. Письменників, що відносили себе до руху «Буря і натиск», називають штюрмерами (від нім. Stürmer — «бунтар, забіяка»).
Ідеологом цього бунту проти раціоналізму виступив німецький філософ Йоганн Георг Гаман, який поділяв погляди французького письменника і мислителя Жана-Жака Руссо. Діячі «Бурі і натиску» високо цінували п'єси Шекспіра, «Оссіанових поем» і «природну» поезію англійського поета Едуарда Юнга. У цей же час в Європі зародився новий літературний рух під назвою сентименталізм. Його прихильники, як і штюрмери, виступали проти раціоналістичних постулатів класицизму.
Головними осередками руху були міста Франкфурт, Страсбург та Геттінген. За належності до певного осередку діячів «Бурі й натиску» ділили на три літературні групи:
- геттінгенська (Л. Гелті, Г.Бюргер, С. Геснер. І. Форс. Й. Мюллер);
- страсбурзька (Гете, Я. Лепц, Ф.Клінгер. Г.Вагнер);
- швабська (Фрідріх Шиллер, Д. X. Шубарт).

## Відомі представники «Бурі і натиску»
- Йоганн Георг Гаман (1730—1788)
- Генріх Вільгельм фон Герстенберг (1737—1823)
- Генріх Леопольд Вагнер (1747—1779)
- Йоганн-Готфрід Гердер (1744—1803)
- Йоганн Вольфганг Гете (1749—1832)
- Якоб Міхаель Рейнхольд Ленц (1751—1792)
- Фрідріх Максиміліан Клінгер (1752—1831)
- Готфрід Август Бюргер (1747—1794)
- Крістіан Фрідріх Даніель Шубарт (1739—1791)
- Фрідріх Шиллер (1759—1805)